# Филотеи (Аттика)
Филоте́и (греч. Φιλοθέη) — малый город в Греции, северный пригород Афин. Расположен на высоте 160 метров над уровнем моря, на Афинской равнине, на восточном склоне хребта Турковуния, в 7 километрах к северо-востоку от центра Афин, площади Омониас. Входит в общину (дим) Филотеи-Психикон в периферийной единице Северные Афины в периферии Аттика. Население 7302 жителя по переписи 2011 года. Площадь 2,301 квадратного километра.
Город назван в честь преподобномученицы Филофеи.
Город основан после Малоазийской катастрофы беженцами из Малой Азии как Неа-Александрия (Νέα Αλεξάνδρεια), в 1936 году (ΦΕΚ 85Β) получил название Филотеи. Сообщество создано в 1934 году (ΦΕΚ 22Α), в 1990 году (ΦΕΚ 75Α) создана община.
По юго-восточной окраине города проходит проспект Кифисьяс.
В Филотеи находится посольство Украины.

## Население
| Год  | Население, человек |
| ---- | ------------------ |
| 1940 | 1173               |
| 1951 | 1538               |
| 1961 | 3088               |
| 1971 | 4087               |
| 1981 | 6749               |
| 1991 | 8579               |
| 2001 | 8020               |
| 2011 | ↘ 7302             |